# Fiordaliza Cofil
Fiordaliza Cofil (27 ottobre 2000) è una velocista dominicana, vincitrice della medaglia d'oro nella taffetta 4×400 metri ai mondiali di atletica 2022.

## Record nazionali
- 100 metri piani: 11"16 ( Santo Domingo, 24 giugno 2022)
- Staffetta 4×400 metri: 3'30"02 ( Ibagué, 25 aprile 2021) (Marileidy Paulino, Anabel Medina Ventura, Milagros Durán, Fiordaliza Cofil)
- Staffetta 4×400 metri mista: 3'09"82 ( Eugene, 15 luglio 2022) (Lidio Andrés Feliz, Marileidy Paulino, Alexander Ogando, Fiordaliza Cofil)

## Palmarès
| Anno | Manifestazione | Sede         | Evento        | Risultato | Prestazione | Note             |
| ---- | -------------- | ------------ | ------------- | --------- | ----------- | ---------------- |
| 2022 | Mondiali       | Eugene       | 400 m piani   | 6ª        | 50"57       |                  |
| 2022 | Mondiali       | Eugene       | 4×400 m mista | Oro       | 3'09"82     | Record nazionale |
| 2023 | Giochi CAC     | San Salvador | 200 m piani   | Bronzo    | 23"07       |                  |
| 2023 | Giochi CAC     | San Salvador | 400 m piani   | Finale    | dq          |                  |
| 2023 | Giochi CAC     | San Salvador | 4x400 m mista | Oro       | 3'14"81     |                  |
| 2024 | World Relays   | Nassau       | 4×100 m       | Batteria  | 44"72       |                  |